# Popis hrvatskih veleposlanika u Rusiji
Republika Hrvatska i Ruska Federacija održavaju diplomatske odnose od 25. svibnja 1992. Sjedište veleposlanstva je u Moskvau.

## Veleposlanici
Veleposlanstvo Republike Hrvatske u Ruskoj Federaciji osnovano je odlukom predsjednika Republike od 14. srpnja 1992.
| Veleposlanik      | Postavljenje        | Opoziv              | Sjedište |
| ----------------- | ------------------- | ------------------- | -------- |
| Niko Bezmalinović | 14. srpnja 1992.    |                     | Moskva   |
| Ivan Ilić         | 1. kolovoza 1996.   | 1. rujna 1997.      | Moskva   |
| Hidajet Biščević  | 1. listopada 1997.  | 1. studenoga 2002.  | Moskva   |
| Božo Kovačević    | 15. listopada 2013. | 15. studenoga 2008. | Moskva   |
| Nebojša Koharović | 16. studenoga 2008. | 29. veljače 2012.   | Moskva   |
| Igor Pokaz        | 1. listopada 2012.  | 30. lipnja 2015.    | Moskva   |
| Tonči Staničić    | 12. travnja 2017.   |                     | Moskva   |

## Vanjske poveznice
- Rusija na stranici MVEP-a